# Paraophiodina copiliae
Paraophiodina copiliae is een soort in de taxonomische indeling van de Myzozoa, een stam van microscopische parasitaire dieren. Het organisme komt uit het geslacht Paraophiodina en behoort tot de familie Ganymedidae. Paraophiodina copiliae werd in 1933 ontdekt door Rose.